# Gare de Bibai
La gare de Bibai (美唄駅, Bibai-eki) est une gare ferroviaire de la ville de Bibai, à Hokkaidō au Japon. La gare est exploitée par la compagnie JR Hokkaido.

## Situation ferroviaire
La gare de Bibai est située au point kilométrique (PK) 343,7 de la ligne principale Hakodate.

## Historique
La gare de Bibai a été inaugurée le 5 juillet 1891.

## Service des voyageurs

### Accueil
La gare dispose d'un bâtiment voyageurs, avec guichets, ouvert tous les jours.

### Desserte
- Ligne principale Hakodate :
  - voie 1 : direction Sapporo et Otaru
  - voie 3 : direction Takikawa et Asahikawa